# Валя-Сікевіцей
Валя-Сікевіцей (рум. Valea Sicheviței) — село у повіті Караш-Северін в Румунії. Входить до складу комуни Сікевіца.
Село розташоване на відстані 337 км на захід від Бухареста, 65 км на південь від Решиці, 126 км на південний схід від Тімішоари.

## Населення
За даними перепису населення 2002 року у селі проживали 59 осіб, з них 58 осіб (98,3%) румунів. Рідною мовою 58 осіб (98,3%) назвали румунську.